# Ortigueira (Paraná)
Ortigueira es un municipio brasileño del estado de Paraná. Presenta el menor índice de desarrollo humano (IDH) del estado. Se localiza en la región de los Campos Generales paranaenses, a una latitud 24°12′18″ S y longitud 50°56′56″ E. Su sede municipal se encuentra a 760 m de altitud. Debido su localización el clima subtropical es predominante. 

## Demografía
Datos del censo - 2000
Población total: 25 216
- Urbana: 8363
- Rural: 16 853
- Hombres: 13 098
- Mujeres: 12 118

Índice de Desarrollo Humano Municipal (IDH-M): 0,620
- Idh salario: 0,566
- Idh longevidad: 0,608
- Idh educación: 0,687

Es bordeado por el Río Tibagi al este.

## Carreteras
- BR-376 - Carretera del café.

## Administración
- Prefecto: Geraldo Magela del Nascimento (PSDB) (2009-2012)
- Viceprefecto: Ademir Frazzato
- Presidente de la Cámara: (2009-2010)